# Дворски, Дэн
Дэниел Леонард Дворски (англ. Daniel Leonard Dworsky; 4 октября 1927, Миннеаполис, Миннесота — 19 января 2022, Лос-Анджелес, Калифорния) — американский архитектор, известен своими работами над рядом спортивных сооружений и другими объектами в Калифорнии. Член Американского института архитекторов. Выпускник Мичиганского университета.
Играл в американский футбол. Двукратный победитель национального чемпионата в составе команды университета. На профессиональном уровне играл в составе клуба «Лос-Анджелес Донс» в турнире Всеамериканской футбольной конференции.

## Биография

### Ранние годы и учёба в университете
Дэниел Дворски родился 4 октября 1927 года в Миннеаполис. Рос там же и в Су-Фолс в Южной Дакоте. После окончания школы поступил в Мичиганский университет. В течение четырёх сезонов, с 1945 по 1948 год, Дворски был игроком университетской футбольной команды, которую возглавлял тренер Фриц Крайслер. На поле он выходил на позициях лайнбекера, фуллбека и центра, в 1947 и 1948 годах в составе команды становился победителем национального чемпионата. Состав «Мичигана» 1947 года, где играли Дворски, Лен Форд, Элвин Уистерт и Рик Кемпторн, считается одним из лучших в истории футбольной программы университета. Помимо четырёх сезонов в футбольной команде, Дворски два года представлял университет на соревнованиях по борьбе.

### Профессиональный футбол
В 1949 году Дворски был выбран в первом раунде драфта Всеамериканской футбольной конференции клубом «Лос-Анджелес Донс». В её составе он провёл один сезон, сыграв в одиннадцати матчах. Играл он на позициях лайнбекера и блокирующего бегущего. После расформирования лиги Дворски отклонил предложение контракта от клуба «Питтсбург Стилерз» и вернулся в университет. В 1950 году он окончил его со степенью по архитектуре.

### Карьера архитектора

#### Стиль
После окончания университета Дворски вернулся в Лос-Анджелес, где работал у известных ранних модернистов Уильяма Перейры, Рафаэля Сориано и Чарльза Лакмена. В 1953 году он открыл собственное архитектурное бюро, Dworsky Associates. Позднее оно выросло в одну из самых известных фирм Калифорнии. В 1984 году его признали «Фирмой года» в штате. Бюро существовало до 2000 года, когда состоялось слияние с фирмой CannonDesign.
Дворски принадлежал к сформировавшемуся после Второй мировой войны поколению модернистов, вдохновлявшихся немецким Баухаусом 1920-х годов и работами Ле Корбюзье. Среди других мастеров, на творчество которых он опирался, Дворски называл Марселя Брюэра, Фрэнка Гери и Эрика Оуэна Мосса.

#### Основные работы
Первым крупным проектом Дворски стала баскетбольная арена Мичиганского университета. Она была построена в 1967 году и получила название «Крайслер-арена», в честь бывшего тренера и спортивного директора университета. Его работа была хорошо принята, её характеризовали как «способность сочетать величественный масштаб и доступность для человека». Крыша арены была сделана из двух 160-тонных плит, способных менять своё положение в зависимости от времени года и количества выпавшего снега. В 1965 году во время реконструкции футбольного стадиона университета он спроектировал сектор «M» на восточной трибуне.
После завершения работы над «Крайслер-ареной» Дворски получил заказ на проектирование легкоатлетического стадиона в центральном кампусе Калифорнийского университета в Лос-Анджелесе. Он получил название «Дрейк-стэдиум». С момента открытия 22 февраля 1969 года на нём неоднократно проводились соревнования национального уровня, стадион также используется для различных университетских мероприятий.
Среди других зданий и сооружений, над которыми работал Дворски, Международный терминал имени Тома Брэдли в аэропорту Лос-Анджелеса, общественный комплекс Калифорнийской школы для слепых в городе Фримонт, тюрьма округа Вентура, здание отделения Федерального резервного банка в Лос-Анджелесе.

##### Скандал вокруг Концертного зала Уолта Диснея
В феврале 1989 года Дворски был выбран для работы над проектом Концертного зала имени Уолта Диснея совместно с Фрэнком Гери. Он должен был создавать рабочие чертежи на основе дизайнерских проектов Гери в соответствии со строительными нормами и правилами. К 1994 году стоимость проекта выросла до 160 млн долларов, он был заморожен. Через два года удалось найти крупного спонсора и завершить строительство. В итоге он обошёлся в 274 млн. Это привело к серьёзному конфликту между архитекторами, критиковавшими друг друга в прессе. Сторонники Дворски называли проект Гери слишком запутаным и трудным для понимания. Сам он в интервью называл здание Концертного зала единственным в своём роде, что усложняло работу.

### Награды и премии
За свою работу Дворски получил звание члена Американского института архитекторов, был награждён Золотой медалью лос-анджелесского отделения Американского института архитекторов. В 2004 году ему была присуждена награда «За выдающиеся заслуги в течение жизни».

### Личная жизнь
Дворски был женат, вырастил троих детей. Он скончался в Лос-Анджелесе 19 января 2022 года в возрасте 94 лет.